# Павленко, Александр Владимирович
Алекса́ндр Влади́мирович Павле́нко (23 ноября 1976, Москва, СССР) — российский футболист, полузащитник; тренер. Окончил Орловский государственный педагогический университет, мастер спорта России.
Воспитанник ФШМ Торпедо. В 1991—1994 годах выступал за юношеские сборные СССР, СНГ и России. В 1994—1998 годах — игрок дубля «Спартака», за основной состав провёл два матча в 1996 году. 1997 год провёл на правах аренды в ФК «Тюмень». В 2001—2002 годах выступал в чемпионате Латвии за «Металлург» Лиепая. В 2003—2007 годах играл за российские клубы низших дивизионов. С 2008 года — тренер в ФШМ «Торпедо» Москва.

## Достижения
- Бронзовый призёр чемпионата Латвии (2): 2001, 2002
- Победитель турнира второго российского дивизиона зоны «Центр» (2): 1999, 2003